# Dechomus sulcicolle
Dechomus sulcicolle is een keversoort uit de familie somberkevers (Zopheridae). De wetenschappelijke naam van de soort werd in 1824 gepubliceerd door Ernst Friedrich Germar.